# Гудбраннсдален

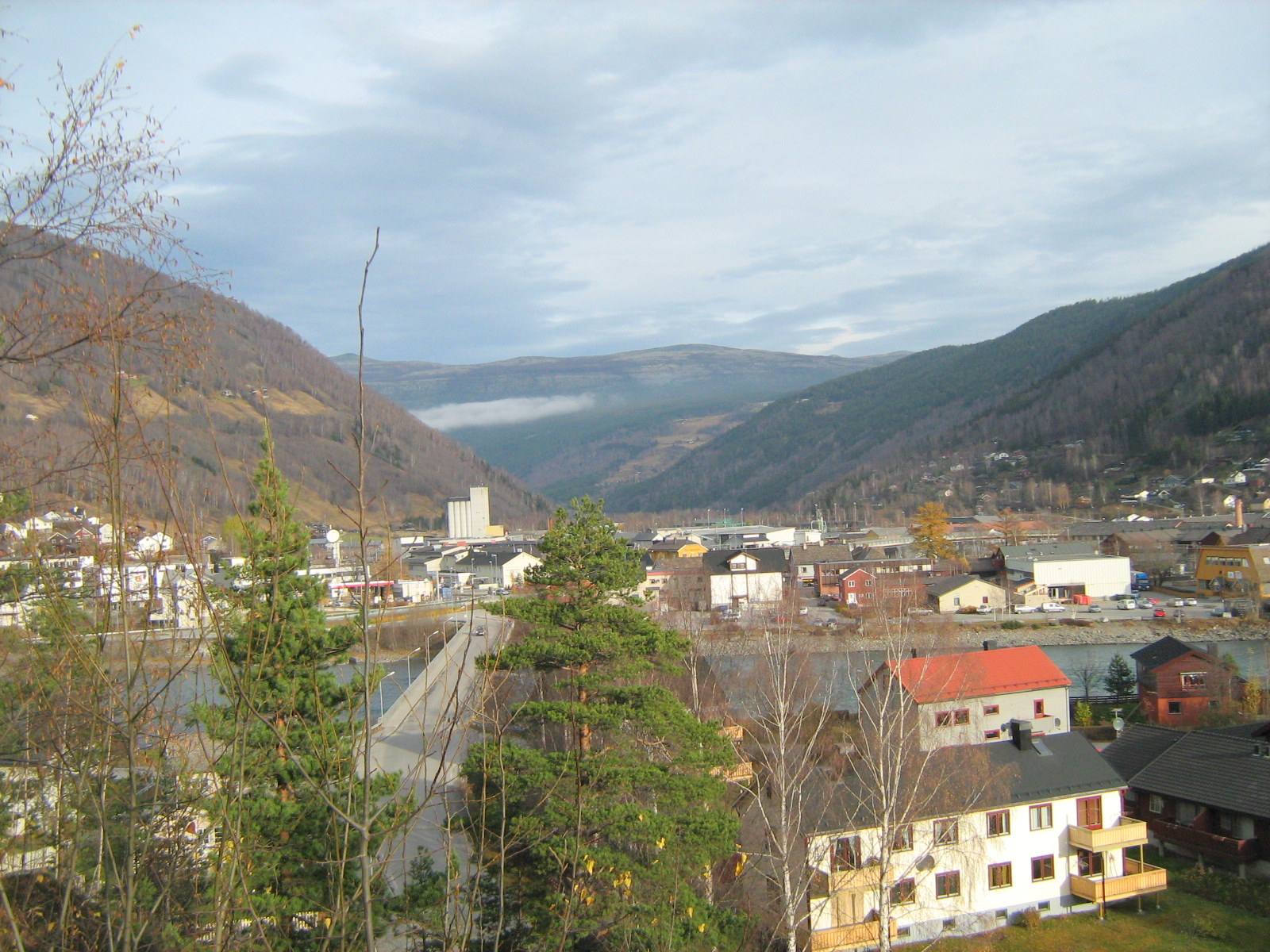
город Утта

Гудбраннсдален (норв. Gudbrandsdalen, «долина Гудбранна») — долина и географическая область в фюльке Оппланн (ныне Иннландет). Расположена к северо-западу от Лиллехаммера у озера Мьёса, простираясь на 230 км к долине Румсдален. Большая река Логен течёт в долине от озера Лешаскугсватнет и впадая в озеро Мьёса.
Длинная долина разделена на три — северную, среднюю и южную — части: Нурдален (норв. Norddalen) — муниципалитеты Леша, Довре, Шок, Лом, Вого, Сель; Мидтдален (норв. Midtdalen) — муниципалитеты Нур-Фрун, Сёр-Фрун, Рингебу; Сёрдален (норв. Sørdalen) — муниципалитеты Эйер, Гёусдал и Лиллехаммер.

## Название
Название Гудбраннсдален означает «долина Гудбранна»: Гудбранн (др.-сканд. Guðbrandr) — старинное мужское имя, составленное из guð («бог») и brandr («меч»). Название долины обычно связывают с Дале-Гудбранном (норв.), который, согласно сборнику саг «Кругу Земному», был могущественным хэрсиром, жившим в XI веке на ферме Хундорп (норв.).

## История
Долина сформировалась во время последнего ледникового периода. В долине находят кости и бивни мамонтов и овцебыков.
В долине и окружающих её горных массивах находят следы охотников каменного века. В северной части Лиллехаммера находят наскальные рисунки с изображением лося.
1015 год — Гудбраннсдален упоминается в своде саг Снорри Стурлусона «Круг Земной». Говорится об обращении королём Олафом (1015—1021) жителей долины в христианство.
1206 год — наследник норвежского престола Хокон IV спасён биркебейнерами, бежав на лыжах из Лиллехаммера в Рену.
1349—1350 годы — Чёрная смерть вдвое уменьшила население долины. В результате временно улучшилось положение беднейших слоёв населения, так как хуторов стало мало и бедняки могли снимать лучшие фермы в долине.
1537 год — во время Реформации церковь была подчинена «лендмену», или шерифу. Церковная собственность отошла к норвежской короне, и король стал крупнейшим землевладельцем долины.
1612 год — битва при Крингене в долине Гудбраннсдален: местные жители победили шотландскую армию. До сих пор рассказывают легенды об этой битве. Одна из них — о крестьянской девочке Приллар-Гури, напугавшей шотландцев звуком традиционного бараньего рога.
1670—1725 годы — большая часть королевской собственности продавалась для уплаты военных расходов, сперва крупным землевладельцам, затем — крестьянам-собственникам. Начался период частных фермеров и сформировался новый «высший класс» землевладельцев.
1789 год — Storofsen[no]: самое большое наводнение в долине Гудбраннсдален; разрушены фермы, погибли люди.
1827 год — основание Лиллехаммера.
1856 год — пассажирский колёсный пароход «Скибладнер» на озере Мьёса соединяет железнодорожную станцию в Эйдсволле с городами Хамар, Йёвик и Лиллехаммер. Железнодорожная ветка идёт в Осло.
1894 год — в маленькую деревню Треттен доведена ветка железной дороги
1904 год — в Лиллехаммере открыт музей на открытом воздухе Maihaugen. Представлены старые дома из всех частей долины.
1921 год — новая железная дорога между Осло и Тронхеймом проходит через долину.
1940 год — сражения при Треттене и Кваме (Оппленд) в долине Гудбраннсдален: попытка остановить продвижение немецких войск.
1994 год — Зимние Олимпийские игры 1994 в Лиллехаммере.

## Города
- Лиллехаммер
- Рингебу
- Утта

## Национальные парки
- Ютунхеймен
- Рондане
- Довре

## Названы по названию Гудбраннсдален
- Гудбрандсдален — сыр, сорт брюнуста
- Гудбрандсдальбунад — бунад, традиционные комплекты мужской и женской одежды у норвежцев (в старину — у зажиточного крестьянства), из лучшей ткани, с вышивками серебром, с украшениями из серебра — пуговицами, брошами и т. д.
- Гудбрансдалльская (Доле) — лошадь, относится к северным упряжным породам лошадей
- Долафе — порода коров, отличающихся небольшим ростом, но дающих высокую жирность молока

## Горнолыжные базы Гудбандсдаля
- Hafjell
- Kvitfjell
- Skeikampen
- Gålå Архивная копия от 8 июля 2006 на Wayback Machine
- Høvringen